# Polookruh
Polookruh je v abstraktní algebře označení pro algebraickou strukturu podobnou okruhu, ve které ovšem nemusí pro všechny prvky existovat opačný prvek vzhledem ke sčítání. Jedná se o strukturu s dvěma binárními operacemi, která je vzhledem ke sčítání komutativním monoidem, vzhledem k násobení monoidem, pro operace platí distributivita a násobením nulovým prvkem vzniká nula.
Komutativním polookruhem se rozumí polookruh, kde platí komutativita pro násobení.
Definice polookruhu jako takového není zcela ustálená a za polookruh se někdy považuje i algebraická struktura, ve které není neutrální prvek vůči násobení ani vůči sčítání, tedy struktura se sčítáním a násobením, která je vzhledem ke sčítání komutativní pologrupou, vzhledem k násobení pologrupou a pro operace platí distributivita.

## Příklady
- Nejobvyklejším příkladem polookruhu (komutativního s nulovým i jednotkovým prvkem) jsou přirozená čísla s nulou a s běžným násobením a sčítáním.
- Nezáporná racionální čísla s běžným sčítáním a násobením také tvoří polookruh (komutativní s nulovým i jednotkovým prvkem).
- Polookruhem (s nulovým i jednotkovým prvkem) je každý okruh.
- Množina všech ideálů okruhu spolu se sčítáním ideálů a násobením ideálů tvoří polookruh.
- Polookruhem je také libovolná Booleova algebra.
- Algebra typů je polookruhem, kde jednotkový typ je neutrální vůči produktu a nulový typ vůči koproduktu.